# Georg Haberkorn
Georg Philipp Friedrich Wilhelm Haberkorn (* 9. November 1772 in Grünberg; † 8. August 1832 in Salzhausen) war ein hessischer Beamter und Politiker und Abgeordneter der 2. Kammer der Landstände des Großherzogtums Hessen.

## Leben
Georg Haberkorn war der Sohn des Forstverwalters Johann Christoph Haberkorn und dessen Ehefrau Eleonore, geborene Strecker. Haberkorn, der evangelischen Glaubens war, blieb unverheiratet.
Haberkorn studierte ab 1791 Rechtswissenschaften an der Universität Gießen und wurde 1797 Gerichtsakzessist, 1801 Regierungssekretär in Darmstadt und später Regierungsrat in Arnsberg. Dort war er um 1812 Mitglied im Kirchen- und Schulrat. Ab 1818 war er Mitglied der Regierungsdeputation in Gemeindesachen.
Von 1826 bis 1830 gehörte er der Zweiten Kammer der Landstände an. Er wurde für den Wahlbezirk der Stadt Gießen gewählt.